# شهرستان هارگیتا
شهرستان هارگیتا (به لاتین: Harghita County) یک județ در رومانی است که در رومانی واقع شده‌است.

## خصوصیات
شهرستان هارگیتا ۶٬۶۳۹ کیلومترمربع مساحت و ۳۰۴٬۹۶۹ نفر جمعیت دارد.